# Stenomacrus rivosus
Stenomacrus rivosus är en stekelart som först beskrevs av Holmgren 1883.  Stenomacrus rivosus ingår i släktet Stenomacrus och familjen brokparasitsteklar. Inga underarter finns listade i Catalogue of Life.